# Manuel Antonio Ortiz
Manuel Antonio Ortiz foi Cônsul do Paraguai, de 20 de setembro de 1840 a 22 de janeiro de 1841.